# جائزة إسبانيا الكبرى 1971
جائزة إسبانيا الكبرى 1971 هو سباق فورمولا 1 أقيم بتاريخ 18 أبريل 1971 في برشلونة، منطقة كتالونيا، إسبانيا. كان الثاني من أصل 11 في بطولة العالم لسباقات الفورمولا واحد موسم 1971. حلّ البريطاني جاكي ستيورات أولا بينما جاء البلجيكي جاكي إيكس في المركز الثاني.